# Karin Nowarra
Karin Nowarra (* 9. Dezember 1958 in Linnich) ist eine deutsche Filmeditorin.
Karin Nowarra war von Mitte der 1980er Jahre bis 2011 als Filmeditorin tätig. Für den Schnitt des Films Wer hat Angst vor Rot, Gelb, Blau? wurde sie 1992 mit dem Deutschen Kamerapreis in der Kategorie „Bester Schnitt Szenischer Langfilm“ geehrt. Insgesamt wirkte sie an mehr als 30 Produktionen mit.

## Filmografie (Auswahl)
- 1985: Der Bulle und das Mädchen
- 1989: Wedding
- 1990: The Being from Earth
- 1991: Wer hat Angst vor Rot, Gelb, Blau?
- 1992: BeFreier und Befreite (Dokumentarfilm)
- 1993: Im Himmel hört dich niemand weinen
- 1995: Der Trinker
- 1996: Rosa Roth (Fernsehreihe)
  - Verlorenes Leben
  - Nirgendwohin
  - Montag, 26. November
- 1999: Die Mörderin
- 2000: Sperling und das große Ehrenwort
- 2000: Venus.de – Die bewegte Frau
- 2001: Wilde Ehe
- 2000: Paradiso – Sieben Tage mit sieben Frauen
- 2005: Siehst du mich?
- 2007: Der Butler und die Prinzessin
- 2007: Roots Germania (Dokumentarfilm)
- 2008: Michael Ballhaus – Eine Reise durch mein Leben (Dokumentarfilm)
- 2010: Road to Rainbow – Willkommen in Südafrika (Road to Rainbow) (Dokumentarfilm)
- 2010: Das Glück kommt unverhofft
- 2011: Von Mäusen und Lügen
- 2011: Die Herde des Herrn  (Dokumentarfilm)